# Warsow (videogioco)
Warsow è uno videogioco sparatutto in prima persona multiplayer, open source, freeware e multipiattaforma sviluppato a partire dal 2005.

## Storia
Il gioco venne sviluppato nel 2005, da un gruppo di sviluppatori e artisti freelance. La prima versione pubblica è stata distribuita l'8 giugno 2005. La versione 1.03 venne pubblicata insieme ad un software development kit. L'ultima versione attualmente disponibile è la 2.1.2, pubblicata il 21 dicembre 2017. Il 16 agosto 2019 viene pubblicato Warfork su Steam un fork di Warsow con aggiunta di traduzioni e sostituzioni dei suoni originali perché sono sotto licenza proprietaria.

## Ambientazione
Il gioco è tratto dal romanzo Chasseur de bots di Fabrice Demurger. Il romanzo è la base dello stile cyberpunk visivo del gioco, che si ottiene combinando grafica cartoon in cel-shading con l'oscurità, texture appariscenti e sporche. Dal momento che la chiarezza visiva è importante per mantenere il gioco competitivo, Warsow cerca di mantenere gli effetti minimalisti, chiari e visibili.

## Caratteristiche tecniche
Warsow è costruito su Qfusion, una versione modificata del motore di Quake II. Gli artwork e altri media sono sotto licenza proprietaria Warsow Content License. A causa di questo Warsow è considerato un freeware, e non un software libero o open source.

## Modalità di gioco
Warsow è ideato per essere un gioco altamente competitivo da giocare in tornei mondiali, come è accaduto molte volte per i giochi della saga di Quake. A prima vista può anche sembrare un FPS come gli altri, ma il vero gameplay competitivo si ha attraverso difficili movimenti chiamati Trickjumps, che possono essere tradotti semplicemente in "salti".
Molti di questi Tricks sono originari dalla serie dei Quake (circle-jumping, bunny hopping, strafe-jumping, double-jumping, ramp-sliding, rocket-jumping e plasma-climbing), ma contiene anche dei riferimenti alla serie di Unreal Tournament con il wall jump: tale salto permette una maggiore fluidità del gioco, freneticità e richiede quindi un'abilità molto alta.
La velocità di questo gioco ha dato anche vita ad una modalità chiamata Race nel quale bisogna completare un percorso nel minor tempo possibile con le tecniche sopra elencate.
- Deathmatch;
- Free For All;
- One on One;
- Team Deathmatch;
- Capture The Flag;
- Race';
- Instagib';
- 'Clan arena;
- Bomb & Defuse;
- Team Domination;
- Headhunt;
- Duel arena;
- CTF Tactics.